# Stadio Olindo Galli
Lo stadio Olindo Galli è il principale stadio calcistico della città di Tivoli. Di proprietà del Comune di Tivoli, è stato intitolato a Olindo Galli, allenatore e calciatore della Tivoli Calcio 1919.
Ospita le partite interne del Tivoli Calcio. Nella stagione sportiva 2016-2017 ha ospitato le gare casalinghe della Lupa Roma, militante  nel Campionato di Lega Pro.

## Infrastrutture
Lo stadio è vicino al centro cittadino ed è facilmente raggiungibile in auto o facendo uso dei mezzi pubblici. È circondato da un ampio parcheggio di circa 300 posti auto. L'"Olindo Galli" sorge in effetti nella principale area sportiva cittadina, nella quale si trova anche la piscina comunale, un campo da rugby e il Palazzetto dello Sport "Paolo Tosto".